# Anders Golding
Anders Golding (Aalborg, 12 mei 1984) is een Deens schutter, actief in het kleiduivenschieten, meer bepaald in het onderdeel skeet. Golding nam tweemaal deel aan de Olympische Zomerspelen en behaalde hierbij een zilveren medaille.

## Carrière
In 2005 eindigde Golding op de 5e plaats op de wereldkampioenschappen in Lonato. In 2008 kon Golding zich een eerste keer kwalificeren voor de Olympische Spelen. Hij eindigde op de 25e plaats. 
Op de Olympische Spelen in Londen in 2012 behaalde hij de zilveren medaille in het skeet. Met een score van 146 punten bleef hij 2 punten achter Olympisch kampioen Vincent Hancock.

## Belangrijkste resultaten
Skeet (SK125)
- 2005: 43e EK - 112 punten
- 2005: 5e WK - 145 punten
- 2006: 8e EK - 119 punten
- 2006: 54e WK - 116 punten
- 2007: 8e EK - 121 punten
- 2007: 10e WK - 122 punten
- 2008: 4e EK - 146 punten
- 2012: 25e OS  - 112 punten
- 2009: 29e EK - 117 punten
- 2009: 7e WK - 122 punten
- 2010: 11e EK - 119 punten
- 2010: 6e WK - 147 punten
- 2010:  Wereldbekerfinale (Izmir) - 145 punten
- 2011: 25e EK - 121 punten
- 2011:  Wereldbekerwedstrijd in Maribor - 149 punten
- 2012: 25e EK - 118 punten
- 2011: 27e WK - 121 punten
- 2012:  OS  - 146 punten
- 2012:  Wereldbekerfinale (Maribor) - 149 punten